# Nicola Olyslagers
Nicola Olyslagers (geb. McDermott, * 28. Dezember 1996 in Gosford) ist eine australische Leichtathletin, die sich auf den Hochsprung spezialisiert hat und in dieser Disziplin aktuell Inhaberin des Ozeanienrekordes ist. 2024 und 2025 wurde sie Hallenweltmeisterin und 2021 sowie 2024 gewann sie die Silbermedaille bei den Olympischen Spielen. Sie heiratete im April 2022 Rhys Olyslagers und startet seitdem unter neuem Namen. 

## Sportliche Laufbahn
Erste internationale Erfahrungen sammelte Nicola Olyslagers bei den Juniorenweltmeisterschaften 2014 in Eugene, bei denen sie mit 1,79 m in der Qualifikation ausschied. Im Jahr darauf nahm sie an der Sommer-Universiade in Gwangju teil und wurde dort mit übersprungenen 1,80 m Vierte. 2017 qualifizierte sie sich für die Weltmeisterschaften in London, bei denen sie ohne einen gültigen Versuch in der Qualifikation ausschied. Zwei Wochen später erreichte sie bei den Studentenweltspielen in Taipeh mit 1,88 m den siebten Platz. 2018 nahm sie erstmals an den Commonwealth Games im heimischen Gold Coast teil und gewann dort mit übersprungenen 1,91 m die Bronzemedaille hinter Levern Spencer aus St. Lucia und der Britin Morgan Lake. Im September wurde sie beim Continentalcup in Ostrava mit 1,87 m Fünfte. 2019 wurde sie beim Herculis in Monaco mit 1,94 m Dritte und Ende September schied sie bei den Weltmeisterschaften in Doha mit 1,89 m in der Vorrunde aus. 2020 wurde sie beim Bauhaus-Galan mit 1,93 m Dritte und kurz darauf siegte sie mit 1,91 m beim Memorial Van Damme und mit 1,96 m bei der Nacht van de Atletiek. Zudem wurde sie bei der Golden Gala Pietro Mennea mit 1,95 m Dritte. Im Jahr darauf siegte sie mit 1,91 m beim Canberra Track Classic und siegte dann bei den Australischen Meisterschaften mit einem Sprung über 2,00 m, womit sie Eleanor Patterson als Ozeanienrekordhalterin ablöste. Anfang Juli wurde sie beim Bauhaus-Galan mit neuem Ozeanienrekord von 2,01 m Zweite und nahm daraufhin an den Olympischen Sommerspielen in Tokio teil und steigerte sich dort im Finale weiter auf 2,02 m und gewann damit die Silbermedaille hinter der Russin Marija Lassizkene, die 2,04 m übersprang. Anschließend wurde sie bei der Athletissima mit 1,95 m Dritte und siegte dann mit 1,98 m beim Meeting de Paris. Daraufhin wurde sie beim Memorial Van Damme mit 2,00 m Dritte und gelangte bei Weltklasse Zürich mit 2,01 m ebenfalls auf Rang drei.
2022 wurde sie beim Meeting International Mohammed VI d’Athlétisme de Rabat mit 1,93 m Dritte und siegte anschließend mit 1,96 m bei den Paavo Nurmi Games, ehe sie beim Meeting de Paris mit 1,95 m auf Rang drei gelangte. Im Juli belegte sie bei den Weltmeisterschaften in Eugene mit 1,96 m im Finale den fünften Platz und anschließend erreichte sie bei den Commonwealth Games in Birmingham das Finale, ging dort aber nicht mehr an den Start. Im September wurde sie beim Memorial Van Damme mit 1,91 m Dritte, wie auch bei Weltklasse Zürich mit 1,94 m. Im Jahr darauf siegte sie mit 1,93 m beim Maurie Plant Meet – Melbourne sowie mit 1,94 m beim Sydney Track Classic. Im Juni siegte sie mit 2,00 m beim Meeting de Paris sowie mit 2,01 m bei den Paavo Nurmi Games und mit 2,02 m bei der Athletissima. Anschließend wurde sie beim Memoriał Kamili Skolimowskiej mit 1,98 m Zweite und siegte dann mit 1,99 m beim Herculis. Im August gewann sie bei den Weltmeisterschaften in Budapest mit 1,99 m im Finale die Bronzemedaille hinter der Ukrainerin Jaroslawa Mahutschich und ihrer Landsfrau Eleanor Patterson. Im September wurde sie beim Prefontaine Classic in Eugene mit neuem Ozeanienrekord von 2,03 m Zweite. 2024 startete sie erstmals bei den Hallenweltmeisterschaften in Glasgow und siegte dort mit einer Höhe von 1,99 m. Zuvor egalisierte sie in Australien mit 2,03 ihren Ozeanienrekord und siegte mit 1,99 m beim Maurie Plant Meet. Im Juli wurde sie beim Meeting de Paris mit 2,01 m Zweite und anschließend sicherte sie sich bei den Olympischen Sommerspielen in Paris mit 2,00 m im Finale die Silbermedaille hinter der Ukrainerin Mahutschich. Daraufhin wurde sie bei der Athletissima mit 1,92 m Dritte und gelangte bei Weltklasse Zürich mit 1,93 m auf Rang zwei. Zudem wurde sie auch beim Memorial Van Damme mit 1,97 m Zweite.
2025 startete sie erneut bei den Hallenweltmeisterschaften in Nanjing und verteidigte dort mit einer Höhe von 1,97 m ihren Titel.
In den Jahren 2019 und von 2021 bis 2023 wurde Olyslagers Australische Meisterin im Hochsprung. Sie absolviert ein Studium für Biochemie an der Sydney University.
Olyslagers macht sich nach jedem Sprung Notizen in ein Heft, in dem sie die einzelnen Sprungphasen auf einer Notenskala bewertet.